# Pożywka YPD

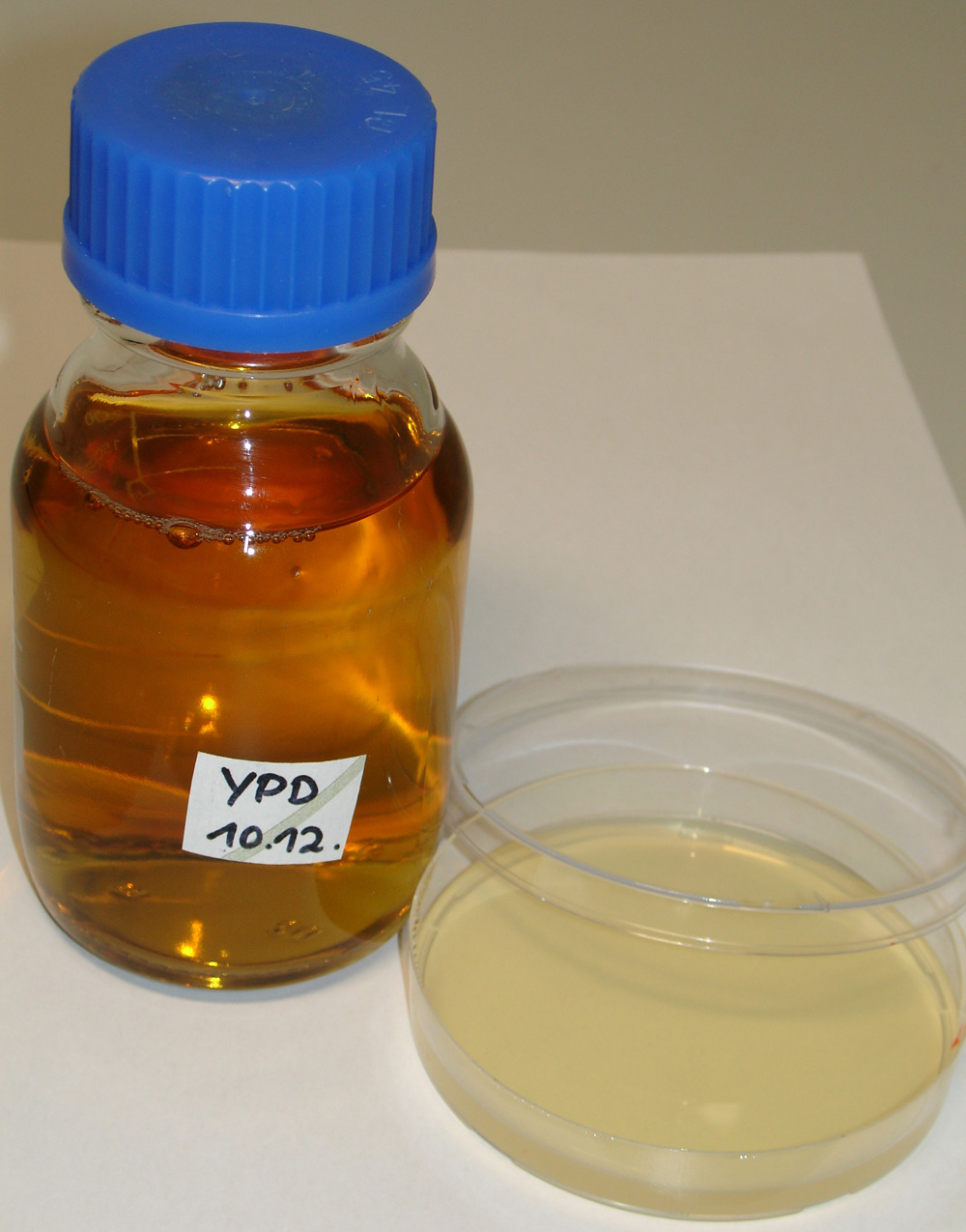
Butelka pożywki i płytka ze stałym podłożem YPD

YPD, pożywka (podłoże) YPD (z ang. Yeast extract Peptone Dextrose, Ekstrakt drożdżowy Pepton Dekstroza), także YEPD – kompletna pożywka do mikrobiologicznej hodowli drożdży. Zawiera rozpuszczone w wodzie bidestylowanej: ekstrakt (lizat) z drożdży, pepton, glukozę (czyli dekstrozę). Może być także stosowana jako podłoże stałe po dodaniu czynnika żelującego (zwykle agar-agar). Pożywka taka zawiera wszystkie niezbędne do wzrostu aminokwasy, czyli źródło azotu (z peptonu i lizatu), a także witaminy i mikroelementy (z lizatu drożdżowego). Źródłem węgla jest glukoza. Jako pożywka kompletna nie może być stosowana jako podłoże selekcyjne dla auksotrofów. Po dodaniu czynnika selekcjonującego, np. antybiotyku, nadaje się do selekcji na podstawie oporności.
Pożywkę sterylizuje się przed dodaniem glukozy/dekstrozy, żeby uniknąć ich rozkładu podczas ogrzewania z aminokwasami (lub peptydami) na drodze reakcji Maillarda. Gotowa pożywka ma bursztynowo-herbacianą barwę i jest przezroczysta.

## Skład[3]

### Pożywka płynna
- 1% (w/o) ekstrakt drożdżowy
- 2% (w/o) pepton
- 2% (w/o) glukoza (dekstroza)
- w wodzie bidestylowanej

### Pożywka stała
- 1% (w/o) ekstrakt drożdżowy
- 2% (w/o) pepton
- 2% (w/o) glukoza (dekstroza)
- 2% (w/o) agar-agar
- w wodzie bidestylowanej